# 중국발사체기술연구원
중국운재화전기술연구원(중국어: 中国运载火箭技术研究院, China Academy of Launch Vehicle Technology, CALT)는 중국의 우주 발사체인 창정 로켓을 개발하는 기관이다.

## 북한
1998년 북한이 대포동 1호를 발사할 당시 미국 국가안보국(NSA)은 중국발사체기술연구원이 북한과 협력해왔다는 첩보를 입수했다.

## 대한민국
2000년 아리랑 2호를 CALT가 개발한 창정 2C 로켓에 실어 발사하기로 결정하여, 2001년 3월 21일 항우연이 중국 장정공사(Aerospace Long-March International Trade, ALIT)와 발사 계약을 체결했다. 그러나 이후에 미국이 "미국측이 제공한 부품을 사용한 위성은 중국에서 발사해서는 안된다"고 요청하여, 러시아로 발사 계약을 변경했다.